# بکلابوویر
بکلابوویر (انگلیسی: Beclabuvir) (همچنین با نام تحقیقاتی BMS-791325، به اختصار BCV نیز شناخته می‌شود) یک داروی ضد ویروسی برای درمان عفونت ویروس هپاتیت ث (HCV) است که در کارآزمایی‌های بالینی مورد مطالعه قرار گرفته است. در فوریه ۲۰۱۷، بریستول-مایرز اسکوئیب، حمایت مالی آزمایشی پس از بازاریابی بکلابوویر را در ترکیب با آسوناپرویر و داکلاتاسویر برای مطالعه مشخصات ایمنی این ترکیب در رابطه با عملکرد کبد آغاز کرد. از فوریه ۲۰۱۴ تا نوامبر ۲۰۱۶، یک کارآزمایی بالینی فاز II بر روی ترکیب آسوناپرویر/داکلاتاسویر/بکلابوویر (در کارآزمایی به بکلابوویر BMS-791325 گفته می‌شود) بر روی بیماران آلوده به هر دو HIV و HCV انجام شد. افزون بر این، یک متاآنالیز اخیر از شش کارآزمایی بالینی منتشر شده، نرخ پاسخ بالایی را در بیماران مبتلا به ژنوتیپ ۱ HCV که با داکلاتاسویر، آسوناپروویر و بکلابوویر درمان شده‌اند، صرف نظر از استفاده از ریباویرین، درمان قبلی مبتنی بر اینترفرون، یا محدودیت در بیماران مبتلا به ۸ بیمار غیرسیروتیک، IL نشان داد.

## فارماکولوژی
بکلابوویر به عنوان یک مهارکننده NS5B (RNA پلیمراز) عمل می‌کند.